# تری مک‌دانا
تری مک‌دانا (به انگلیسی: Terry McDonough) کارگردان تلویزیونی بریتانیایی است.
وی از سال ۱۹۸۵ فعالیت خود را شروع کرد. در سال‌های دهه ۱۹۹۰ بیشتر در عرصه فیلم‌برداری مشغول به کار بود، اما چندی بعد وارد کارگردانی می‌شود و چند مجموعه تلویزیونی را کارگردانی می‌کند. از جمله آثاری که وی کارگردانی چند قسمت آن را بر عهده داشت، می‌توان به مجموعه آمریکایی برکینگ بد محصول شبکه ای‌ام‌سی و فیلم آسیب دیده اشاره کرد.
وی در مجموعه بهتره با سول تماس بگیری نیز قرار است با شبکه ای‌ام‌سی همکاری داشته باشد.

## پیوند
- تری مک‌دانا در بانک اطلاعات اینترنتی فیلم‌ها